# Vîkotî, Sambir
Vîkotî (în ucraineană Викоти) este o comună în raionul Sambir, regiunea Liov, Ucraina, formată numai din satul de reședință.

## Demografie
Componența lingvistică a comunei Vîkotî
     Ucraineană (99,89%)
     Alte limbi (0,05%)
Conform recensământului din 2001, majoritatea populației comunei Vîkotî era vorbitoare de ucraineană (99,89%), existând în minoritate și vorbitori de alte limbi.